# Ministeri de Medi Ambient, Urbanisme i Obres Públiques de Grècia
El Ministeri de Medi Ambient, Urbanisme i Obres Públiques de Grècia (en grec: Υπουργείο Περιβάλλοντος, Χωροταξίας και Δημοσίων Έργων comunament abreujat com ΥΠΕΧΩΔΕ). Després de la victòria electoral del Moviment Socialista Panhel·lènic el 4 d'octubre de 2009, el ministeri es va dividir en un Ministeri de Medi Ambient, Energia i Canvi Climàtic, mentre que el seu sector d'Obres Públiques es va fusionar amb el Ministeri de Transports i Comunicacions per formar el Ministeri d'Infraestructura, Transport i Comunicacions.

## Llista de ministres de Medi Ambient, Urbanisme i Obres Públiques
|  |  | Nom                  | Entrada              | Sortida              | Partit                           |
|  |  | -------------------- | -------------------- | -------------------- | -------------------------------- |
|  |  | Stefanos Manos       | 14 de març de 1980   | 10 de maig de 1980   | Nova Democràcia                  |
|  |  | Tzannis Tzannetakis  | 10 de maig de 1980   | 21 d'octubre de 1981 | Moviment Socialista Panhel·lènic |
|  |  | Athanasios Apostolos | 21 d'octubre de 1981 | 5 d'octubre de 1984  | Moviment Socialista Panhel·lènic |
|  |  | Akis Tsochatzopoulos |                      |                      | Moviment Socialista Panhel·lènic |
|  |  | Stefanos Manos       | 11 d'abril de 1990   | 7 d'agost de 1991    | Moviment Socialista Panhel·lènic |
|  |  | Achilleas Karamanlis | 7 d'agost de 1991    | 12 d'octubre de 1993 | Nova Democràcia                  |
|  |  | Kostas Laliotis      | 25 d'octubre de 1993 | 23 October 2001      | Moviment Socialista Panhel·lènic |
|  |  | Vasso Papandreou     | 24 d'octubre de 2001 | 10 de març de 2004   | Moviment Socialista Panhel·lènic |
|  |  | Georgios Souflias    | 10 de març de 2004   | 7 d'octubre de 2009  | Nova Democràcia                  |